# Agariciidae
Agariciidae J.E. Gray, 1847 è una famiglia di madrepore della sottoclasse degli Esacoralli.

## Descrizione
I membri di questa famiglia sono coralli coloniali ed ermatipici (costruttori di scogliere). I coralli formano strutture massicce, spesso di forma laminare o foliata. I coralliti sono collegati dai setti strettamente imballati che hanno margini lisci o finemente dentati e non si fondono insieme. I coralliti non si distinguono dalla superficie del corallo e hanno pareti mal definite formate da un ispessimento dei setti.

## Tassonomia
La famiglia Agariciidae comprende i seguenti generi:
- Agaricia Lamarck, 1801 -  la maggior parte delle specie forma sottili lastre verticali, ma in alcune le lastre sono orizzontali.
- Coeloseris Vaughan, 1918 - genere monospecifico, l'unica specie è Coeloseris mayeri, nome comune in lingua inglese tombstone coral (corallo della lapide).
- Dactylotrochus Wells, 1954 - genere monospecifico, l'unica specie è Dactylotrochus cervicornis
- Gardineroseris Scheer & Pillai, 1974 - genere monospecifico, l'unica specie è Gardineroseris planulata, nome comune in inglese Gardiner's coral (Corallo di Gardiner).
- Helioseris Milne-Edwards & Haime, 1849 - genere monospecifico, l'unica specie è Helioseris cucullata, nome comune in inglese sunray lettuce coral.
- Leptoseris Milne-Edwards & Haime, 1849 - specie di aspetto crustoso o laminare, frequentemente striate.
- Pavona Lamarck, 1801 - specie dall'aspetto variegato, alcune enormi e altre simili a fronde.